# Pinces de laboratori

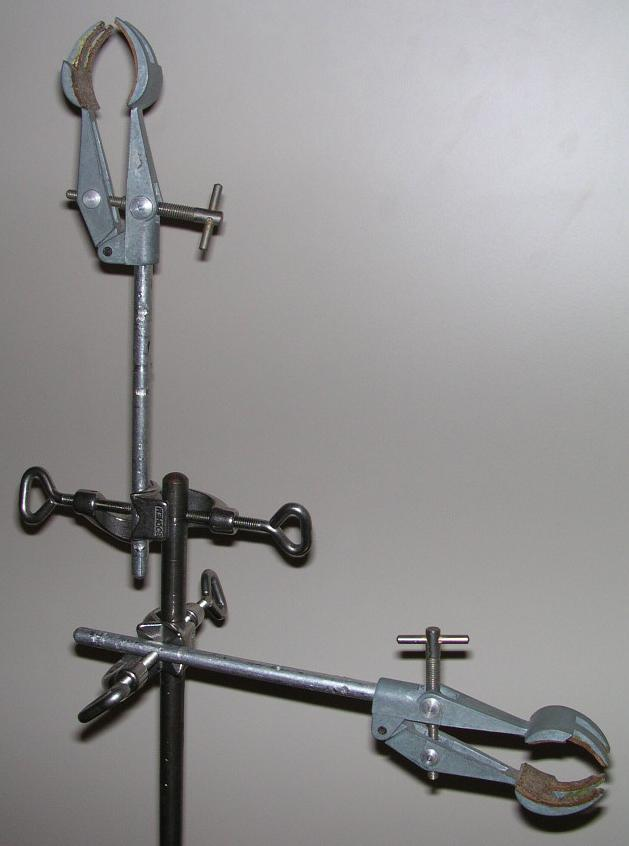
Pinces de laboratori

Les pinces de laboratori són un tipus de subjecció ajustable, normalment de metall, que forma part de l'equipament de laboratori, mitjançant la qual es poden sustentar diferents objectes de vidre (embut de laboratori, bureta…) o realitzar muntatges més elaborats. Es subjecten a través d'una doble nou a un peu o suport de laboratori o, en cas de muntatges més complexos (línia de Schlenk), a una armadura o reixeta fixa.

## Estructura
Les pinces de laboratori tenen dues parts:
- Un plançó o vareta cilíndrica, que es connecta a un suport o reixeta mitjançant una doble nou. Aquest acoblament proporciona la possibilitat d'ajustament en el suport, tant horitzontalment com verticalment.
- Una pinça metàl·lica amb una estructura semblant a les seves tenaces. Està compost per dos braços, que estrenyen el coll dels flascons o d'altres elements de vidre amb un cargol especial que es pot ajustar manualment. Cada braç posseeix en la cara interna amb un recobriment de PVC, suro, feltre o plàstic, amb la finalitat d'evitar el contacte directe del vidre amb el metall, el qual podria produir la ruptura del cristall.

## Tipus de pinces de laboratori
Model AEl model A és el disseny més simple i universal. Té dos dits en l'extrem d'un braç i un dit a l'alçada intermèdia de l'altre braç. El seu angle d'obertura arriba gairebé fins als 180°, i no té distància mínima, és a dir, la distància mínima entre els seus braços és tan petita que inclús es pot subjectar una vareta de vidre prima en aquest model.
Model BEl model B és un disseny una mica més complex que l'anterior, també amb un cargol d'ajustament muntat excèntricament i que es pot obrir fins als 180° gairebé. Té dos dits a cada braç, d'alçades complementàries.
Model CEl model C presenta més diferències: té dues superfícies contínues en forma semicilíndrica en comptes de dits; el seu angle d'obertura és molt petit (de 25°); el pas de rosca que té, és petit, el qual fa que el gir sigui més lent; i no serveix per subjectar elements de diàmetres molt petits.
Model DEl model D és de menor grandària i els seus dos braços tenen una forma especial per facilitar el muntatge dels tubs de cristall fi. No té un cargol d'ajustament excèntric i té un angle d'obertura dels braços petita, però el pas de la rosca és bastant gran i l'angle d'obertura petita no és un inconvenient, perquè no està destinat a subjectar objectes grossos.
Pinces de fustaLes pinces de fusta o per a tubs d'assaig serveixen per subjectar els tubs d'assaig mentre s'escalfen o es manipulen. Amb l'ajut d'aquestes pinces, podem dur el tub des de la gradeta i apropar-lo al foc. No hi ha cap peu o suport per a aquestes pinces, que s'han de subjectar amb la mà per un dels seus extrems.
Pinces FischerLes pinces de bureta o Fischer són aquelles específiques per a buretes. Posseeixen una subjecció, en dos punts pròxims, impedint que la bureta es doblegui, el qual pot ocórrer si es subjecta amb una pinça de laboratori normal.
Pinces per a gresolsLes pinces per a gresols tenen forma de tenaces, o de tisores grans amb l'extrem adaptat per sustentar un gresol mentre s'escalfa amb intensitat. Solament poden ser de metall, ja que han d'aguantar temperatures molt altes, i, a més a més, es necessiten guants protectors per agafar-les.
Pinces de disseccióLes pinces de dissecció o per a portaobjectes són més específiques per als laboratoris de biologia o de medicina.